# Daniel Mann
Daniel Mann, właśc. Daniel Chugerman (ur. 8 sierpnia 1912 w Nowym Jorku, zm. 21 listopada 1991 w Los Angeles) – amerykański reżyser.

## Filmografia
- 1987: Człowiek, który zerwał 1000 łańcuchów
- 1978: Matylda
- 1974: Zagubieni wśród gwiazd
- 1971: Szczury
- 1969: Królewskie marzenie
- 1968: Z miłości do Ivy
- 1966: Flint – nasz człowiek
- 1966: Judyta
- 1960: Butterfield 8
- 1959: Ostatni z gniewnych
- 1958: Gorący czar
- 1956: Herbaciarnia „Pod Księżycem”
- 1955: Jutro będę płakać
- 1955: Tatuowana róża
- 1954: O pani Leslie
- 1952: Wróć, mała Shebo